# 포크 해협

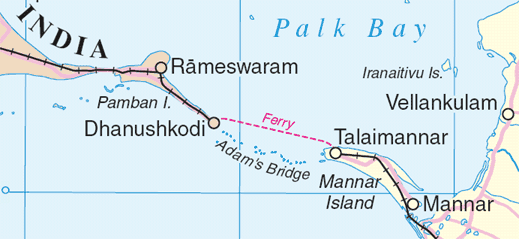
포크 해협

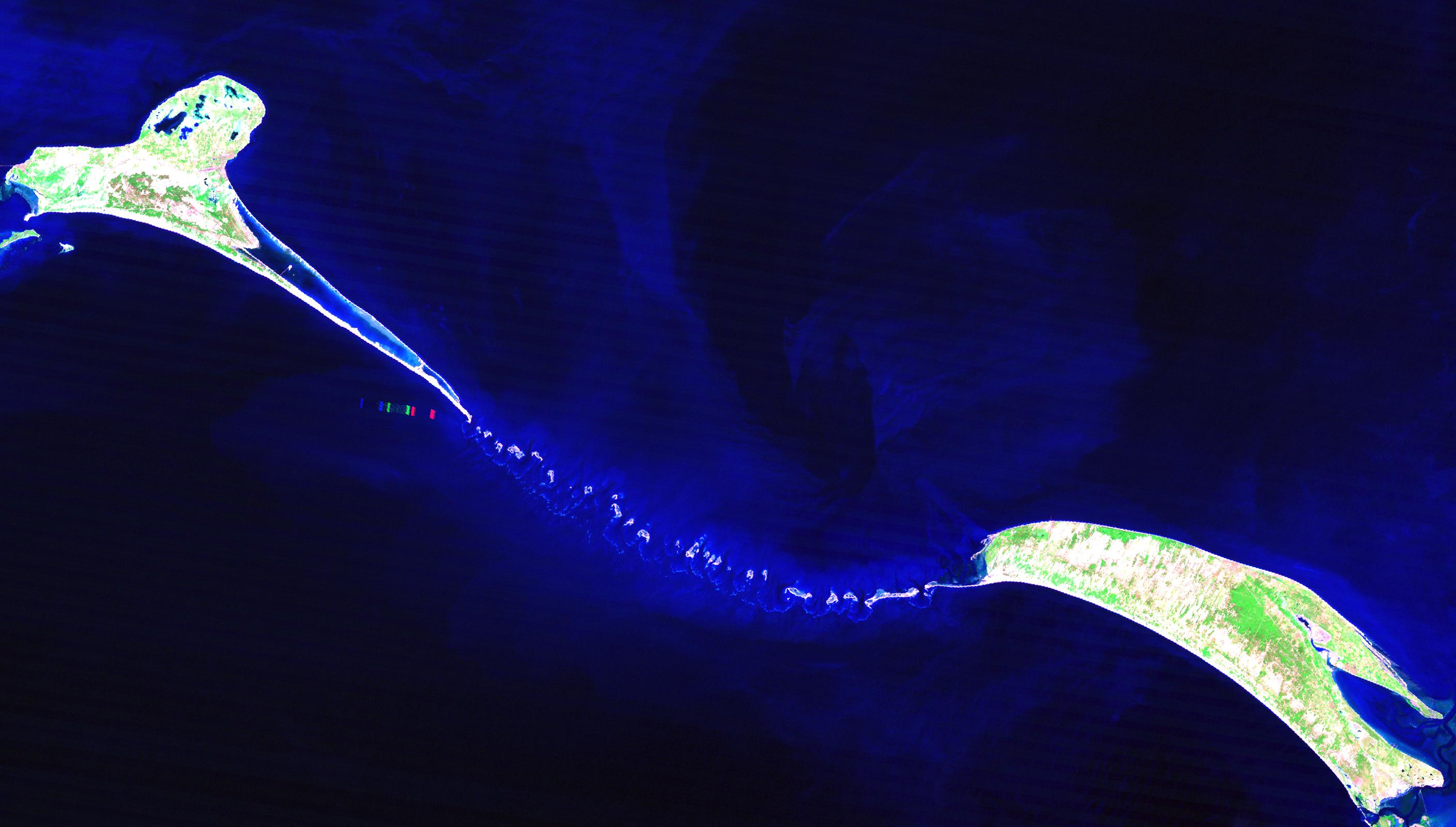
아담의 다리의 위성 사진

포크 해협(Palk Strait)은 인도의 타밀나두 주와 스리랑카 사이의 해협이다. 벵골만과 마나르 만을 잇는다. 포크 해협은 깊이가 얕아 항해에 적합하지 않다.
라메스와람 섬과 마나르 섬 사이는 아담의 다리라고 불리는 작은 섬들과 사주가 길게 늘어서 있다.

## 같이 보기
- 안다만해